# Lucas Saatkamp
Lucas Saatkamp dit Lucão est un joueur brésilien de volley-ball né le 6 mars 1986 à Colinas (Rio Grande do Sul). Il mesure 2,09 m et joue central. Il est international brésilien.

## Biographie

### Clubs
| Club                | Pays   | De        | À         |
| ------------------- | ------ | --------- | --------- |
| Ulbra               | Brésil | 2004-2005 | 2006-2007 |
| Cimed Florianópolis | Brésil | 2007-2008 | 2009-2010 |
| Vôlei Futuro        | Brésil | 2010-2011 | 2010-2011 |
| RJ Vôlei            | Brésil | 2011-2012 | 2012-2013 |
| Sesi-SP             | Brésil | 2013-2014 | ...       |

### Club et équipe nationale
- Jeux olympiques
  - Finaliste : 2012
- Championnat du monde
  - Vainqueur : 2010
- Ligue mondiale
  - Vainqueur : 2009, 2010
  - Finaliste : 2011
- World Grand Champions Cup
  - Vainqueur : 2009
- Jeux panaméricains
  - Vainqueur : 2007
- Copa America
  - Finaliste : 2007, 2008
- Championnat du monde des moins de 19 ans
  - Finaliste : 2005
- Championnat du Brésil
  - Vainqueur : 2008, 2009, 2013

### Distinctions individuelles
- Meilleur serveur de la Copa America 2007
- Meilleur contreur de la Superliga 2007-2008